# Jerdons bladvogel
Jerdons bladvogel (Chloropsis jerdoni) is een vogel uit de familie van de bladvogels. De naam is een eerbetoon aan de Brits natuuronderzoeker Thomas C. Jerdon.

## Kenmerken
Jerdons bladvogel lijkt sterk op de blauwvleugelbladvogel (C. cochinchinensis). Vóór 2003 werd de soort beschouwd als een ondersoort (C. c. jerdoni) van de blauwvleugelbladvogel. Deze soort wijkt onder andere af door het ontbreken van de blauwe vleugel en het verspreidingsgebied dat ligt op het schiereiland India en het eiland Sri Lanka.

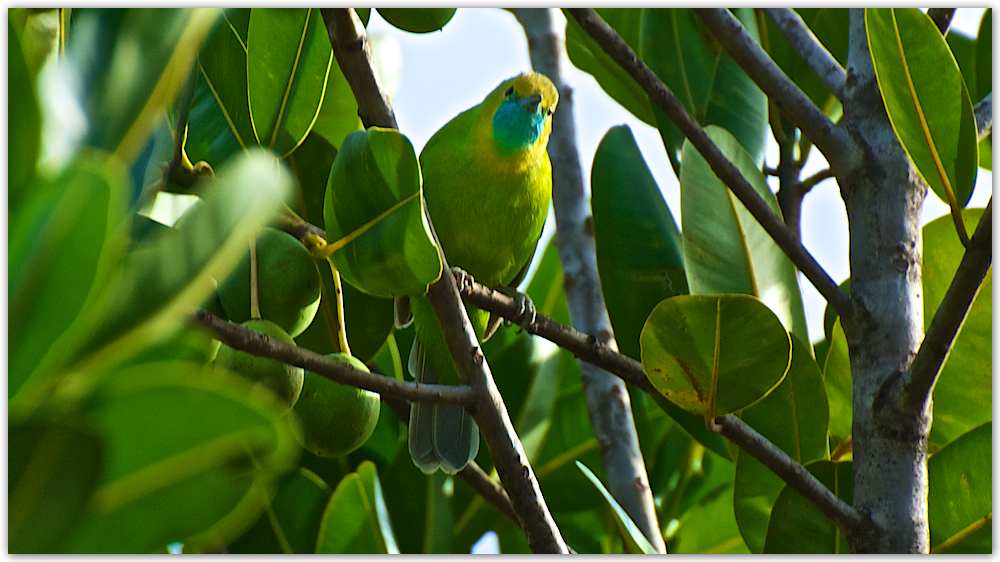
Vrouwtje
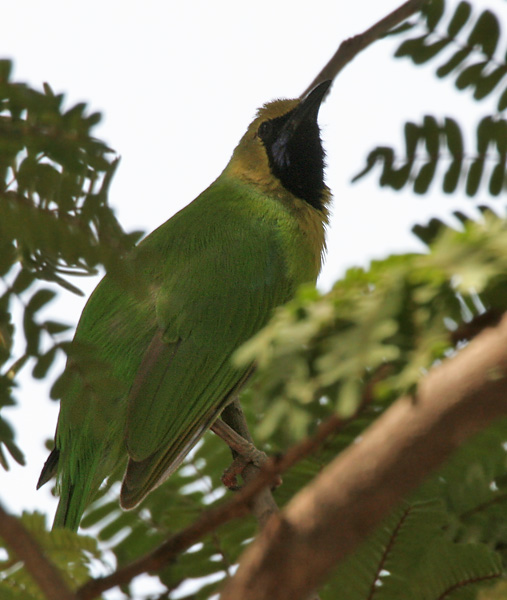
Mannetje

## Verspreiding en leefgebied
De soort komt voor in India en Sri Lanka in half open landschappen met bos, boomgaarden, grote tuinen met bomen, laanbomen en koffie- en peperplantages, meestal in wat drogere gebieden. Het is een vrij algemene vogel, vooral in heuvelig gebied.

## Status
Jerdons bladvogel heeft een groot verspreidingsgebied en daardoor is de kans op uitsterven gering. De grootte van de populatie is niet gekwantificeerd. Er is geen aanleiding te veronderstellen dat de soort in aantal achteruit gaat. Om deze redenen staat deze bladvogel als niet bedreigd op de Rode Lijst van de IUCN.